# William Henry Bell
William Henry Bell (* 20. August 1873 in St Albans; † 13. April 1946 in Gordon’s Bay bei Somerset West) war ein englischer Komponist, Dirigent und Hochschullehrer.

## Leben
Bell studierte in London unter anderem bei Charles Villiers Stanford und Frederick Corder am Royal College of Music und an der Royal Academy of Music, wo er von 1903 bis 1912 als Dozent tätig war. 1912 ging er nach Südafrika und wurde Direktor des Kapstädter South African College of Music, um dessen Ausbau er sich große Verdienste erwarb und das er bis 1935 leitete. 1919 wurde er Professor an der Universität Kapstadt und erreichte, dass das College 1923 der Faculty of Humanities der Universität angeschlossen wurde. Bell gründete mit dem Little Theatre eine Ausbildungsstätte für Oper und leitete zeitweise die Kapstädter Musikgesellschaft.

## Werke (Auswahl)

### Sinfonien
- Walt Whitman Symphony, 1890
- 2. Sinfonie, 1918
- 3. Sinfonie, 1919
- South African Symphony, 1927
- 5. Sinfonie, 1932

### Opern
- The Mouse Trap, 1928
- Doctor Love, 1930
- The Wandering Scholar, Libretto von C. Bax, Kapstadt 1935
- The Duenna, 1939